# QSIG
QSIG (Q-Point Signalling System) — это симметричный протокол сигнализации для частных телефонных сетей, принятый Европейским институтом стандартов в области связи (ETSI), базирующийся на несимметричном (абонентском) протоколе Q.931 системы сигнализации DSS-1 для ISDN, и обеспечивающий совместную работу любых цифровых АТС, при использовании для их соединения интерфейса PRI. Он позволяет использовать возможности, работающие только на одной частной АТС (англ. PBX - Private Branch Exchange) (парковка вызова, обратный вызов, и т. д.), для целой распределенной сети из множества частных (напр., офисных) АТС. Иногда эта сеть называется "Частная интегрированная телефонная сеть" — Private Integrated Services Network (PISN), и описывается, например, стандартами ECMA-143, 164, 165, 174, 178 и др. Как правило, этим документам соответствуют стандарты ISO/IEC и/или ETSI со своими номерами.
QSIG содержит в себе два уровня, именуемые: BC (basic call) «управление вызовами» и GF (generic function) «основные функции». Уровень QSIG BC описывает, как совершать вызовы между частными АТС. Уровень QSIG GF описывает дополнительные сервисы для крупномасштабных корпоративных, образовательных и правительственных сетей, такие как: идентификация, внедрение вызовов «call intrusion» и перенаправление вызовов «call forwarding». Таким образом, для больших или территориально распределенных компаний, которым требуется множество частных АТС для организации телефонной сети, пользователи могут получать одинаковый сервис в пределах всей сети, не заботясь о том, к какому коммутатору подключены их телефоны. Это существенно уменьшает проблемы, связанные с управлением большой сетью. 

## см. также
- АТС
- DSS-1
- ISDN
- PRI
- Q.931